# Giovanni Battista Conzatti
Giovanni Battista Conzatti (* 1883 in Borgo Sacco, bei Rovereto, damals Tirol, heute Trentino; † 1965 in Rovereto) war ein k.u.k. österreich-ungarischer Hauptmann des 2. Regiments der Tiroler Kaiserjäger. Er wuchs im Italienisch sprechenden Teil Tirols auf und war während des Ersten Weltkrieges der letzte Kommandant der österreichischen Platte (Dente austriaco) auf dem Monte Pasubio, im heutigen Trentino.

## Leben

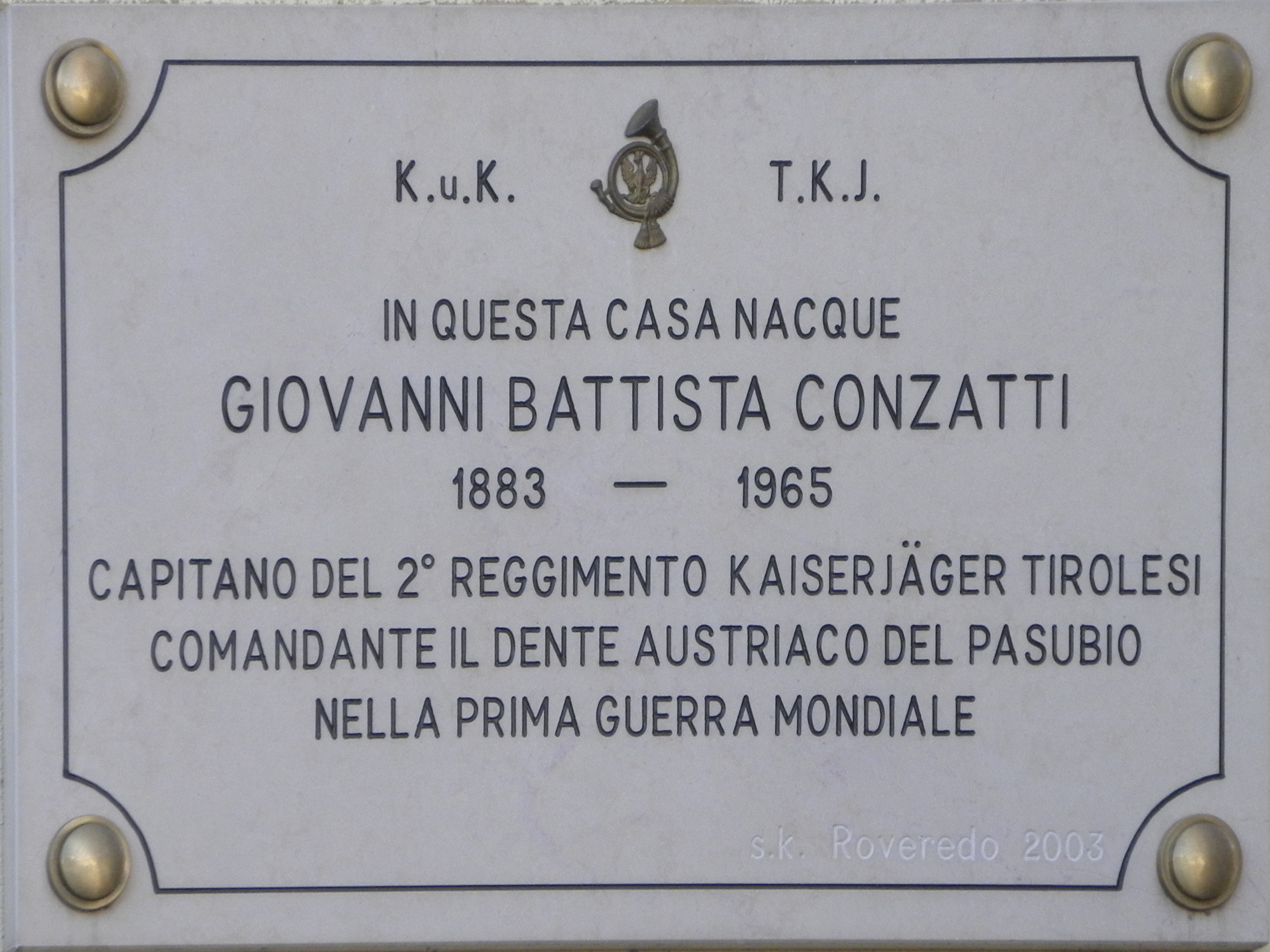
Gedenktafel auf dem Geburtshaus von Giovanni Conzatti in Borgo Sacco, bei Rovereto

Er wurde in eine reiche Familie in Borgo Sacco bei Rovereto in der heutigen autonomen Provinz Trient, damals Grafschaft Tirol, geboren. Sein Wunsch, seit dem Ausbruch des Krieges in die K.u.K. österreichisch-ungarischen Armee einzutreten, wurde zunächst wegen seiner zu kleinen Statur abgelehnt. Später wurde er dann doch noch einberufen. Zuletzt war er Hauptmann im 2. Regiment der Tiroler Kaiserjäger, das, wie die gesamte Kaiserjägertruppe, zu mehr als 40 % aus italienischsprechenden Südtirolern (Welschtirolern) bestand.